# John Harvey Kellogg
John Harvey Kellogg (Tyrone Township, Michigan, 26. veljače 1852. – Battle Creek, Michigan, 14. prosinca 1943.) bio je američki liječnik, jedan od izumitelja maslaca od kikirikija te se sa svojim bratom Willom Keithom Kelloggom smatra izumiteljem kukuruznih pahuljica (Cornflakesa). Napisao je nekoliko knjiga o zdravstvenim pitanjima i prehrani te vodio vlastiti sanatorij. Zajedno s bratom Willom osnovao je tvrtku Sanitas Food Company koja je 1897. godine počela proizvoditi Kellogg's Cornflakes.
Rani zagovornik germinativne teorije bolesti, Kellogg je bio daleko ispred svog vremena u povezivanju crijevne flore i prisutnosti bakterija u crijevima sa zdravljem i bolešću. Negov sanatorij je liječenju pristupao na holistički način, aktivno promovirajući vegetarijanstvo, prehranu, upotrebu klistira s jogurtom za čišćenje "crijevne flore", tjelovježbu, sunčanje i hidroterapiju, kao i suzdržavanje od pušenja, pijenja alkoholnih pića i spolne aktivnosti. Kellogg je posvetio posljednjih 30 godina svog života promicanju eugenike i segregacije. Kellogg je bio glavni vođa progresivne zdravstvene reforme, osobito u drugoj fazi pokreta za čisti život. Pisao je opširno o znanosti i zdravlju. Njegov pristup "biološkom životu" kombinirao je znanstveno znanje s adventističkim uvjerenjima, promicanjem zdravstvene reforme i umjerenosti. Mnoge vegetarijanske namirnice koje je Kellogg razvio i ponudio svojim pacijentima bile su javno plasirane: Kelloggov brat, Will Keith Kellogg, danas je najpoznatiji po izumu kukuruznih pahuljica od žitarica za doručak.
Kellogg je zastupao liberalna teološka uvjerenja radikalno različita od glavne struje nicejskog kršćanstva i naglašavao je ono što je vidio kao važnost ljudskog razuma nad mnogim aspektima tradicionalnog doktrinarnog autoriteta. Snažno je odbacio fundamentalističke i konzervativne predodžbe o istočnom grijehu, ljudskoj izopačenosti i Isusovom pomirenju, gledajući na posljednje u smislu "njegovog uzornog života" na Zemlji, a ne smrti. Adventisti "nisu mogli prihvatiti suštinski liberalno shvaćanje kršćanstva koje je izlagao Kellogg, smatrajući njegovu teologiju panteističkom i neortodoksnom. Neslaganja s drugim članovima ove crkve dovela su do velikog raskola: isključen je 1907., ali je nastavio slijediti mnoga njihova uvjerenja i vodio je sanatorij do svoje smrti. Kellogg je pomogao u osnivanju Američkog medicinskog misionarskog koledža 1895. godine. 

## Patenti i otkrića

### Hrana
John Harvey Kellogg razvio je i plasirao širok izbor vegetarijanske hrane. Mnogi od njih trebali su biti prikladni za prehranu invalida i namjerno su napravljeni da se lako žvaču i probave. Škrobna hrana poput žitarica mljevena je i pečena kako bi se potaknula pretvorba škroba u dekstrin. Orašasti plodovi su se mljeli i kuhali ili kuhali na pari.
Hrana koju je Kellogg razvio također je bila bljutava i bezokusna. Kellogg je u tome slijedio učenja Ellen G. White i Sylvestera Grahamakoji su preporučili dijetu bljutavom hranom kako bi se uzbuđenje, seksualno uzbuđenje i masturbacija sveli na minimum.

## Žitne pahuljice
Oko 1877. John H. Kellogg je počeo eksperimentirati kako bi proizveo mekšu hranu za doručak, nešto što se lako žvače. Razvio je tijesto koje je bilo mješavina pšenice, zobi i kukuruza. Peklo se na visokim temperaturama dulje vrijeme, kako bi se razgradile ili "dekstrinirale" molekule škroba u zrnu. Nakon što se ohladilo, Kellogg je izlomio rezultirajuću smjesu u mrvice. Žitarice su se izvorno prodavale pod imenom "Granula", ali to je dovelo do pravnih problema s Jamesom Calebom Jacksonom koji je već prodavao pšenične žitarice pod tim imenom. Godine 1881., pod prijetnjom tužbe od strane Jacksona, Kellogg je promijenio naziv žitarica za sanatorij u "Granola".U početku su ih koristili pacijenti u sanatoriju, ali su polako stekle sljedbenike među bivšim pacijentima. Godine 1890. John je osnovao tvrtku Sanitas Food Company za razvoj i prodaju prehrambenih proizvoda.
Kelloggovi su najpoznatiji po izumu poznatih kukuruznih pahuljica od žitarica za doručak. Razvoj žitarica u pahuljicama 1894. različito su opisali uključeni u projekt: Ella Eaton Kellogg, John Harvey Kellogg, njegov mlađi brat Will Keith Kellogg i drugi članovi obitelji. Postoje znatna neslaganja oko toga tko je bio uključen u otkriće i ulogu koju su imali. Prema nekim pričama, Ella je predložila razvaljati tijesto u tanke listove, a John je za tu svrhu razvio set valjaka. Prema drugima, John je tu ideju imao u snu i upotrijebio je opremu kuhinje svoje žene. Općenito se slažu da je John Kellogg, nakon što je jedne noći pozvan van, ostavio hrpu tijesta od pšenice. Umjesto da ga izbaci sljedećeg jutra, poslao ga je kroz valjke i iznenadio se kad je dobio delikatne pahuljice koje je potom mogao ispeći. Will Kellogg je dobio zadatak otkriti što se dogodilo i pouzdano rekreirati proces. Ella i Will često su bili u sukobu, a njihove verzije priče imaju tendenciju minimizirati ili poricati međusobnu upletenost, dok naglašavaju vlastitu ulogu u otkriću. Proces koji je Kellogg otkrio, temperiranje, trebao je biti temeljna tehnika industrije žitarica u pahuljicama.
Patent za "Žitne pahuljice i postupak njihove pripreme" prijavljen je 31. svibnja 1895. i izdan 14. travnja 1896. Johnu Harveyu Kelloggu kao patent br. 558,393.Značajno je da se patent odnosio na razne vrste žitarica, a ne samo na pšenicu. John Harvey Kellogg bio je jedina osoba navedena u patentu. Will je kasnije inzistirao na tome da je on, a ne Ella, radio s Johnom, te je opetovano tvrdio da je trebao dobiti više zasluga nego što mu je pripisano za otkriće žitarica u pahuljicama.
Tijekom svoje prve godine proizvodnje, Kelloggovi su prodali desetke tisuća funti žitarica u pahuljicama, reklamirajući ih kao "Granose". Nastavili su eksperimentirati koristeći rižu i kukuruz, kao i pšenicu, i 1898. izdali su prvu seriju Sanitas tostiranih kukuruznih pahuljica. Modificirana verzija s duljim rokom trajanja izdana je 1902. godine. Do tada su bili dostupni i "Granose Biscuits" i "Granose Flakes".
Will Kellogg nastavio je razvijati i plasirati žitarice u pahuljicama. Kad je predložio dodavanje šećera u pahuljice, John nije pristao na promjenu. Tako je 1906. Will osnovao vlastitu tvrtku, Battle Creek Toasted Corn Flake Company. To je označilo početak desetljećima duge svađe između braće. Tvrtka Will's Battle Creek Toasted Corn Flake Company s vremenom je postala Kellogg Company, dok je Johnu uskraćeno pravo korištenja imena Kellogg za svoje žitarice.
Imali su i druge konkurente, uključujući C. W. Posta. Post je bio liječen u sanatoriju Battle Creek između 6. veljače i 9. studenog 1891., a kasnije su ga liječili Christian Scientists kojima je pripisao zasluge za uspješno liječenje. Nastanio se u Battle Creeku, otvorio vlastiti sanatorij, LaVita Inn, u ožujku 1892. i osnovao vlastitu tvrtku za suhu hranu, Post Holdings. Post je 1895. počeo prodavati zamjenu za kavu Postum. Proizvodio je žitarice za doručak Grape-Nuts, mješavinu kvasca, ječma i pšenice, u siječnju 1898. U siječnju 1906., Post je predstavio "Elijah's Manna", kasnije ga preimenujući u Post Toasties Double-Crisp Corn Flakes, i reklamirao ga kao izravnu konkurenciju Kellogg's Corn Flakes-u.
John Harvey Kellogg uvršten je u Nacionalnu kuću slavnih izumitelja 2006. godine zbog otkrića temperiranja i izuma prvih suhih pahuljica za doručak, koje su "transformirale tipični američki doručak".

## Maslac od kikirikija
John H. Kellogg jedan je od nekoliko ljudi koji su zaslužni za izum maslaca od kikirikija.Prijavljeno je da je Rose Davis iz Alligervillea u New Yorku napravila namaz od kikirikija još 1840. godine, nakon što je njezin sin opisao kubanske žene koje su mljele kikiriki i jele pastu na kruhu.  Godine 1884., Marcellus Gilmore Edson (1849– 1940.) iz Montreala u Kanadi dobio je patent za "Proizvodnju slatkiša od kikirikija", kombinirajući 1 dio "paste za okus" napravljen od prženog kikirikija sa 7 dijelova šećera. Do 1894. George A. Bayle iz St. Louisa je prodavao grickalice "Cheese Nut" koje su sadržavale kikiriki i sir; verzija samo s kikirikijem bila je očito uspješnija. George Washington Carver često se pripisuje zaslugama zbog njegovog znanstvenog rada s kikirikijem i promicanja njihove upotrebe.  Carver i Kellogg dopisivali su se 1920-ih i 30-ih godina o upotrebi i kikirikija i slatkog krumpira.
Neki oblik maslaca od orašastih plodova, vjerojatno napravljen od kikirikija, posluživan je pacijentima u sanatoriju Battle Creek prije listopada 1895., kada je Kellogg napisao Ellen White da su "neki vrlo izvrsni pripravci od orašastih plodova" u potpunosti zamijenili maslac.  Kellogg nije izričito patentirao maslac od kikirikija, a kasnije je izjavio da je to bilo namjerno: "Neka ga ima svatko tko ga želi i iskoristi ga na najbolji način".  Kellogg je, međutim, prijavio dva patenta koji se odnose na " maslac od orašastih plodova" 1895., prije nego što je itko drugi to učinio.
Drugi patent, br. 604493, odobren 24. svibnja 1898., bio je za "Proces proizvodnje prehrambenih proizvoda" od "jestivih orašastih plodova, po mogućnosti kikirikija". Proces izrade paste opet je uključivao kuhanje kikirikija, ali je napomenuto da je prženje moguća alternativa. Konačna tvar je zagrijavana u zatvorenim limenkama kako bi se dobio "proizvod koji se u mnogočemu razlikuje od izvorne paste" s konzistencijom koja podsjeća na sir.
Do 1898. godine Kelloggovi su plasirali široku paletu hrane na bazi orašastih plodova preko Sanitas Nut Food Company. Kellogg je plasirao maslac od oraha kao hranjivu zamjenu za proteine za ljude koji su imali poteškoća sa žvakanjem krute hrane. Budući da je kikiriki bio najjeftiniji dostupan orašasti plod, brzo je zavladao tržištem maslaca od orašastih plodova.
Joseph Lambert, koji je radio za Kellogga u sanatoriju, počeo je prodavati ručni mlinac za maslac od kikirikija 1896. godine. Godine 1899. njegova supruga Almeida Lambert objavila je Vodič za kuhanje orašastih plodova.

4. studenog 1895. John H. Kellogg prijavio je dva patenta koji su relevantni za proizvodnju maslaca od kikirikija. Patent br. 567901, odobren 15. rujna 1896., bio je za "prehrambenu smjesu" koja proizvodi "poboljšani proizvod, prehrambeni proizvod sastavljen od škroba, potpuno emulgiranog biljnog ulja kao što je opisano, te temeljito kuhanog i fino - podijeljenog biljnog proteina dobivenog iz orašastih plodova, kako je navedeno." Opisani proces uključivao je uzimanje sirovih jestivih orašastih plodova, po mogućnosti kikirikija ili badema, njihovo blanširanje kako bi im se uklonila kožica, a zatim bi ih kuhali nekoliko sati. Orašasti plodovi su zatim drobljeni i prolazili kroz valjke kako bi se odvojila "fina i relativno suha i gotovo bijela kaša od orašastih plodova" i "vlažan, ljepljiv i smeđi" maslac ili pasta.

## Zamjene za meso
Kellogg je svoje zanimanje za nadomjestke za meso pripisao Charlesu Williamu Dabneyju, poljoprivrednom kemičaru i pomoćniku ministra poljoprivrede. Dabney je pisao Kelloggu o toj temi oko 1895.
Godine 1896. Kellogg je predstavio, ali nije patentirao "Nuttose", prvu komercijalno proizvedenu alternativu mesu. Nuttose se prvenstveno proizvodio od kikirikija i sličio je "hladnoj pečenoj ovčetini".  Začinjavanjem ili mariniranjem, Nuttose se mogao napraviti da ima okus pohane piletine ili Mesa s roštilja. Poslužen s pire krumpirom i povrćem, mogao je oponašati tradicionalni američki obrok.
Kellogg je 19. ožujka 1901. godine dobio prvi patent Sjedinjenih Država za "biljnu zamjenu za meso", za mješavinu orašastih plodova i žitarica pod nazivom "Protose". U prijavi američkog patenta 670283A, John Harvey Kellogg, "Vegetable-food Compound", izdanom 8. lipnja 1899., Kellogg je opisao protozu kao proizvod "koji će imati jednaku ili veću nutritivnu vrijednost u jednakom ili dostupnijem obliku... Pravilnim putem regulacijom temperature i omjera sastojaka, razvijaju se različiti okusi nalik mesu, koji gotovom proizvodu daju vrlo karakteristična svojstva. Nuttose i Protose bile su prve od mnogih alternativa mesu.

## Druge namirnice
Osim razvoja imitacija mesa različitih vrsta od orašastih plodova, žitarica i soje, Kellogg je također razvio prvo acidfilno sojino mlijeko,  koje je patentirano 1934. Kellogg je zagovarao da se daje bebama hranjenim na bočicu, kako bi se poboljšala njihova crijevna fauna i kako bi se iste borile protiv crijevnih infekcija. Možda su njegovi najpoznatiji pacijenti bili petorci Dionne. Kada je saznao da Marie ima infekciju crijeva, Kellogg je poslao svoj sojin acidofil njihovom liječniku Allanu Royu Dafoeu. Kad je Mariena infekcija nestala, Dafoe je zatražio da Kellogg pošalje stalne zalihe za petorke. Do 1937. svaki je konzumirao najmanje pola litre dnevno. Još jedan poznati pacijent koji je imao koristi od sojinog acidofila bio je polarni istraživač Richard E. Byrd. Kellogg je također prodavao jogurt, sojino brašno i sojin kruh.

## Citati
- A dead cow or sheep lying in a pasture is recognized as carrion. The same sort of a carcass dressed and hung up in a butcher’s stall passes as food. ( Mrtva krava ili ovca na livadi percipiraju se kao lešine. Isti takav leš oderan i obješen u mesnici smatra se za hranu .)
- Is God a man with two arms and legs like me? Does He have eyes, a head? Does He have bowels? Well I do, and that makes me more wonderful than He is! ( Dali je bog čovjek s dvije ruke i noge poput mene ? Ima li oči i glavu? Ima li crijeva? Ja imam i to me čini čudesnijim od njega!)

## Djela (izbor)
- Plain Facts for Old and Young: Embracing the Natural History ad Hygiene of Organic Life (1877.)
- Treatments for Self-Abuse and its Effects, Plain Facts for Old and Young (1888.)
- Ladies Guide in Health and Disease (1893.)
- The Art of Massage (1895.)
- Rational Hydrotherapy (1903.)
- Needed – A New Human Race (1914.)
- The Eugenics Registry (1915.)
- Autointoxination or Intestinal Toxemia (1922.)
- Tobaccoism or How Tobacco kills (1923.)
- New Dietetics: A Guide to Scientific Feeding in Health and Disease (1927.)